# احمد مبلغی
احمد مبلغی (زاده ۱۳۳۸ در بروجرد) استاد درس خارج، یکی از چهره‌های بین‌المللی حوزه علمیه قم و نماینده دوره‌های پنجم و ششم مجلس خبرگان رهبری است.
وی از بدو تأسیس مرکز تحقیقات اسلامی مجلس شورای اسلامی با حکم علی لاریجانی، ریاست آن را بر عهده داشت تا اینکه در ۲۶ آذر ۱۳۹۹ محمدباقر قالیباف، رئیس مجلس شورای اسلامی طی حکمی مهدی رجایی‌نیا را به جای او منصوب کرد.
وی همچنین مؤسس و رئیس مرکز پژوهش‌های دینی تطبیقی التجدید در لبنان است. 

## سوابق علمی
وی دروس مقدماتی و سطح را نزد اساتيدی همچون آيات اشتهاردی، ستوده، پایانی و اعتمادی به انجام رسانید و در مقطع تخصصی دروس خارج حضرات آیات عظام فاضل لنكرانی و میرزا جواد تبريزی بهره برد. 

## مسئولیت‌ها و سوابق اجرایی
- رئیس دانشگاه مذاهب اسلامی
- رئیس مرکز تحقیقات اسلامی مجلس
- رئیس پژوهشگاه علوم و فرهنگ اسلامی
- مسئول پژوهشكده فقه و حقوق
- مدير مركز تحقيقات مجمع تقريب
- مدير گروه فقه مقارن مدرسه تخصصی فقه و اصول [۱]
- نماینده منتخب استان لرستان در دوره ششم مجلس خبرگان رهبری

## آثار
- موسوعة الاجماع فی فقه الامامیة، موسوعة فقهیة متخصصة وهادفة تعنی بشؤون الاجماعات ومواردها فی فقه الامامیة، أحمد مبلغی، ناشر: مؤسسه بوستان کتاب قم، ۱۳۸۳
- جهانی شدن و جهان اسلام، گروه مؤلفان، ناشر: مجمع جهانی تقریب مذاهب اسلامی
- زلال اندیشه (فرهنگ موضوعی اندیشه‌های شهید مرتضی مطهری)، سلطان علی قادری، احمد مبلغی (مقدمه)، ناشر: دانشنامه مطبوعات ایران

## نشست‌ها و کنفرانس‌ها

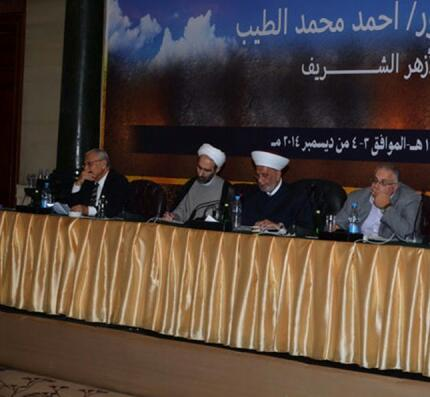
احمد مبلغی در کنفرانس «مبارزه با افراطی گری و تروریسم الازهر» در سال ۲۰۱۴ قاهره، مصر

شرکت در کنفرانس «مبارزه با تروریسم و افراطی‌گری و تأکید بر نقش علما و موسسات دینی برای مقابله با افکار مخرب» که توسط الازهر در دسامبر ۲۰۱۴ برگزار شد. وی نماینده جمهوری اسلامی ایران بود و با موضوع «احترام به اختلاف، تنوع و همزیستی» سخنرانی کرد و بر ضرورت تدوین و نشر سند نفی تکفیر با حضور همه مذاهب اسلامی تأکید کرد.
- شرکت در کنفرانس «شمولیت رحمت‌الهی به عنوان اصلی برای گفتگو میان ادیان در قرن بیست ویکم» برگزار شده در سن پترزبورگ در روسیه، اردیبهشت ماه ۱۳۹۵ هـ. ش و سخنرانی در مراسم افتتاحیه آن با موضوع «مفاهیم و اصول برخاسته از رحمت‌الهی و نقش آنها در نتیجه بخشی گفتگوها و ارتباطات میان ادیان».[۳]
- شرکت و ریاست دوره اول «کنفرانس بین‌المللی علوم دینی و مبارزه با افراطی گری» که توسط دانشگاه مذاهب اسلامی و با همکاری دانشگاه بغداد و دانشگاه پیام نور در شهر گرگان به تاریخ ۲۰ اردیبهشت ۱۳۹۵ شمسی برگزار شد.[۴]
- شرکت در نشستی با موضوع اقلیت‌های دینی در جوامع اسلامی (ژاپن – توکیو / ۲۳ و ۲۴ اردیبهشت ماه ۱۳۹۵). وی در افتتاحیه با موضوع «بررسی شیوه حل معضل خشونت دینی به وسیله ایجاد دوباره هویت اجتماعی از خاستگاه دین / اسلام بر ایجاد و پذیرش جوامع چهارگانه و هویت‌های چهارگانه تمرکز کرده است» سخنرانی کرد.[۵]
- شرکت در کنفرانس «علوم اسلامی و ترمیم و تعمیق آن در جهت مبارزه با افراط گرایی» که توسط دانشکده ادبیات دانشگاه بغداد با همکاری دانشگاه مذاهب اسلامی در تاریخ ۲۳ تیر ماه ۱۳۹۵ ش برگزار شد. وی در این کنفرانس تأکید کرد که وجود اشکالات روشی مربوط به علوم اسلامی یکی از مهمترین عوامل زمینه سازی خشونت و بهره‌برداری احیاناً نادرست از پاره‌ای از داشته‌های علوم اسلامی در جهت تقویت خشونت است. مبلغی همچنین روش‌های پیشنهادی جایگزین در پرداختن به این علوم را مطرح کرد.[۶]